# 弗雷德里克 (科罗拉多州)
弗雷德里克（英語：Frederick），是美国科罗拉多州韦尔德县下属的一座城市。建市于1908年9月9日，面积大约为13.575平方英里（35.159平方公里）。根据2010年美国人口普查，该市有人口8,679人。2011年估计该市有人口8,884人，相比2010年人口增长率为2.36%。同时，论人口该市是科罗拉多州第50大城市。